# Modig (film)
Modig (engelska: Brave), tidigare känd under arbetstiteln The Bear and the Bow) är en  amerikansk 3D-animerad fantasy/drama/äventyrsfilm, som producerades av Pixar och distribueras av Walt Disney Pictures. Filmen skrevs av Brenda Chapman och Irene Mecchi, och regisseras av Mark Andrews, som tog över efter Chapman. Filmen hade premiär den 22 juni 2012 i USA, och den 24 augusti samma år på svenska. Filmen vann en Oscar för bästa animerade film på Oscarsgalan 2013.

## Handling
Merida är en skotsk prinsessa i tonåren för klanen Dun Broch. Hon gillar att ge sig ut i skogen och träna på att skjuta med sin pilbåge, men hennes mamma drottning Elinor vill helst att Merida ska lära sig att bli mer stolt och hyfsad som en riktig prinsessa. 
En dag kommer lorderna från de andra tre klanerna och Merida tvingas välja en av deras söner som ska bli hennes make. I en bågskyttetävling mellan kungasönerna lyckas en av dem skjuta mitt i prick. Men när Merida väljer att skjuta själv och sen träffar mitt i prick på alla tre måltavlorna blir drottning Elinor rasande och Merida står inte ut med sin mamma längre och rymmer ut i skogen. 
Ute i skogen träffar Merida på en häxa som ger henne möjligheten att ändra sitt öde: en trollformel i en kaka som ska förändra drottning Elinor. När Elinor äter kakan förvandlas hon till en björn! Merida måste inom loppet av två dygn hitta ett sätt att förvandla tillbaka sin mamma annars kommer hon att förbli en björn i evig tid. 
Ett av filmens huvudbudskap var att våga bryta traditioner. Filmen är tillägnad Steve Jobs, vilket framgår av eftertexterna.

## Rollista

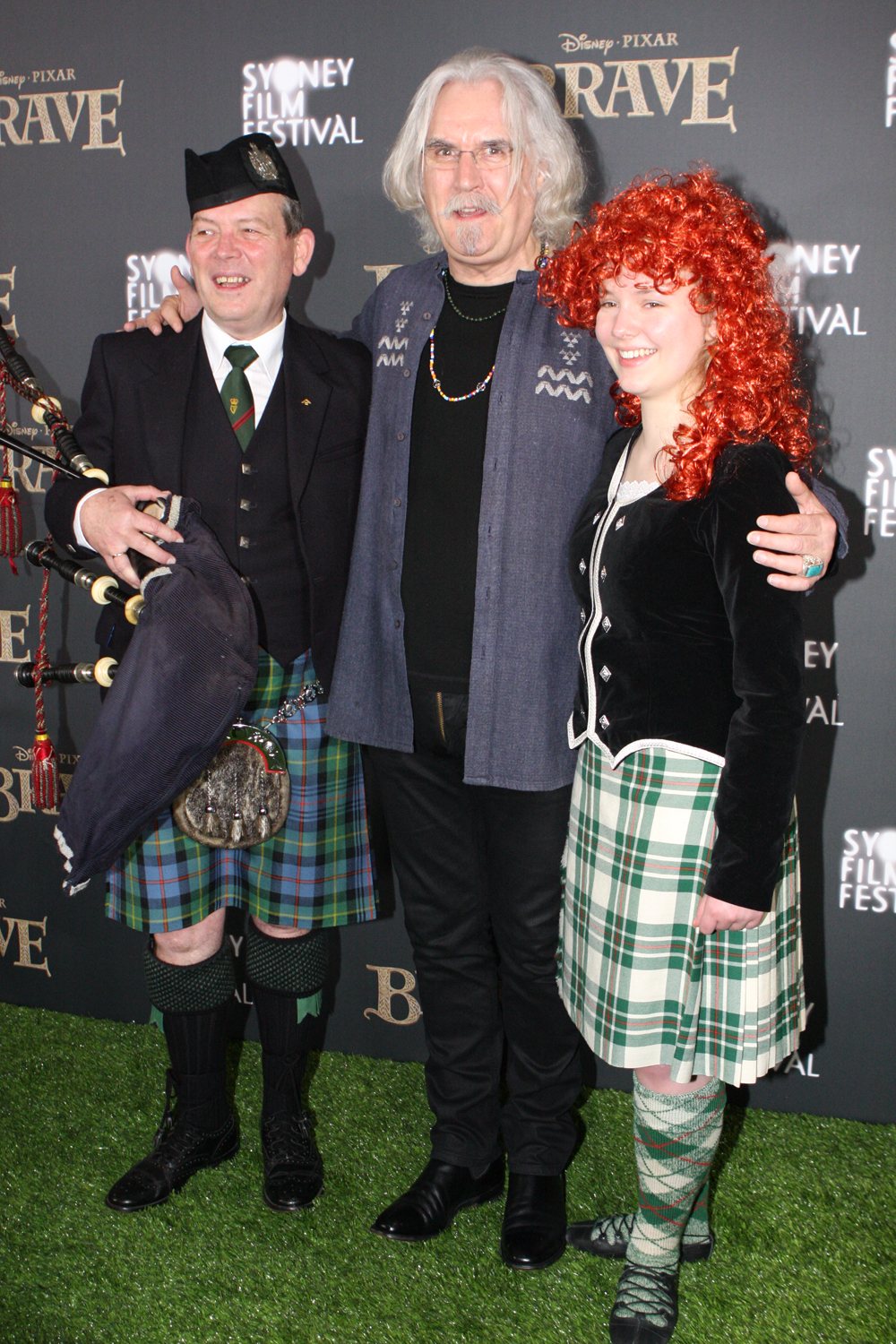
Billy Connolly (i mitten) vid den australiska filmpremiären vid Sydney Film Festival

### Engelska röster (originalversion)
| Kelly Macdonald                | – Prinsessan Merida |
| Billy Connolly                 | – Kung Fergus       |
| Emma Thompson                  | – Drottning Elinor  |
| Julie Walters                  | – Häxan             |
| Robbie Coltrane                | – Lord Dingwall     |
| Kevin McKidd                   | – Lord MacGuffin    |
| Craig Ferguson                 | – Lord Macintosh    |
| Sally Kinghorn & Eilidh Fraser | – Maudie            |
| Peigi Barker                   | – Unga Merida       |
| Kevin McKidd                   | – Unge MacGuffin    |
| Steven Cree                    | – Unge Macintosh    |
| Steve Purcell                  | – Kråkan            |
| Callum O'Neill                 | – Lille Dingwall    |
| Patrick Doyle                  | – Vakten Martin     |
| John Ratzenberger              | – Vakten Gordon     |

### Svenska röster
| Amy Diamond               | – Prinsessan Merida |
| Leif Andrée               | – Kung Fergus       |
| Elisabet Carlsson         | – Drottning Elinor  |
| Ewa Fröling               | – Häxan             |
| Allan Svensson            | – Lord Dingwall     |
| John Houdi                | – Lord MacGuffin    |
| Lennart Jähkel            | – Lord Macintosh    |
| Charlotte Ardai Jennefors | – Maudie            |
| Sanna Martin              | – Unga Merida       |
| Jonas Hellman-Driessen    | – Unge MacGuffin    |
| David Lindgren            | – Unge Macintosh    |
| Andreas Rothlin Svensson  | – Kråkan            |
| Henrik Ståhl              | – Lille Dingwall    |
| Duncan Green              | – Vakten Martin     |
| Magnus Samuelsson         | – Vakten Gordon     |

## Produktion
Filmen presenterades i april 2008 som The Bear and the Bow och är Pixars första sagoberättelse. Manusförfattaren och regissören Brenda Chapman betraktar den som en traditionell saga i stil med H.C. Andersen och Bröderna Grimm. Hon hämtade även inspiration från sitt förhållande med sin dotter. Chapman arbetade fram konceptet och ansvarade inledningsvis för filmens regi, vilket gjorde henne till Pixars första kvinnliga regissör, men i oktober 2010 ersattes hon av Mark Andrews efter kreativa oenigheter. Chapman kallade regissörsbytet för "förödande" men har senare sagt att hennes "vision framgick i filmen" och att hon fortfarande var "mycket stolt över filmen och att jag i slutändan stod på mig". Modig är den första Pixarfilmen med en kvinnlig huvudperson. Rösten till Merida var först tänkt att spelas av Reese Witherspoon, som avböjde på grund av schemarelaterade orsaker. Istället föll valet på den skotska skådespelerskan Kelly Macdonald.

### Musik
Musiken till filmen komponerades av Patrick Doyle och framfördes av London Symphony Orchestra med James Shearman som dirigent. För att få fram några av Skottlands traditionella färger i musiken använde sig Doyle av keltiska instrument som säckpipa, en ensam fiol, keltisk harpa, flöjtar och bodhrán, med ett elektroniskt behandlat hackbräde och tsymbaly för att ge det en modernare känsla.
Utöver Doyles musik innehåller filmen även tre andra originallåtar; "Learn Me Right", skriven av Mumford & Sons och framförd tillsammans med Birdy, "Touch the Sky", med text av Mark Andrews & Alex Mandel och musik av Mandel samt "Into the Open Air", av Mandel. Både "Touch the Sky" och "Into the Open Air" framfördes av Julie Fowlis. Dessa två låtar producerades av Jim Sutherland.
Filmens soundtrack, Brave, gavs ut den 19 juni 2012 på Walt Disney Records.
| 1.           | Touch the Sky (Julie Fowlis)                                                 | 2:31  |
| 2.           | Into the Open Air (Julie Fowlis)                                             | 2:41  |
| 3.           | Learn Me Right (Birdy, Mumford & Sons)                                       | 3:46  |
| 4.           | Fate and Destiny                                                             | 4:17  |
| 5.           | The Games                                                                    | 1:53  |
| 6.           | I Am Merida                                                                  | 2:23  |
| 7.           | Remember to Smile                                                            | 2:17  |
| 8.           | Merida Rides Away                                                            | 4:07  |
| 9.           | The Witch's Cottage                                                          | 4:26  |
| 10.          | Song of Mor'du (Billy Connolly och Cast)                                     | 2:17  |
| 11.          | Through the Castle                                                           | 4:34  |
| 12.          | Legends Are Lessons                                                          | 4:06  |
| 13.          | Show Us the Way                                                              | 3:46  |
| 14.          | Mum Goes Wild                                                                | 3:25  |
| 15.          | In Her Heart                                                                 | 2:36  |
| 16.          | Noble Maiden Fair (A Mhaighdean Bhan Uasal) (Emma Thompson och Peigi Barker) | 2:36  |
| 17.          | Not Now!                                                                     | 3:34  |
| 18.          | Get the Key                                                                  | 3:15  |
| 19.          | We've Both Changed                                                           | 5:30  |
| 20.          | Merida's Home                                                                | 1:32  |
| Total längd: | Total längd:                                                                 | 65:32 |

## Mottagande
På webbplatsen Rotten Tomatoes, som sammanställer filmrecensioner, har Modig ett samlingsbetyg på 78% baserat på 225 omdömen, med ett medelbetyg på 7/10. Webbplatsens konsensus är: "För en ung publik och sagoälskare erbjuder Modig ett livligt, roligt fantasyäventyr utifrån ett kvinnligt familjeperspektiv med ett häpnadsväckande djup".

## Datorspel
Ett datorspel baserat på filmen publicerades av Disney Interactive Studios den 19 juni 2012 för Playstation 3, Xbox 360, Wii, PC och Nintendo DS.